# Бердышев, Анатолий Васильевич
Анатолий Васильевич Бердышев (1 марта 1947, Дмитриевка, Благовещенский район, Алтайский край — 28 апреля 2015, Новосибирск) — советский и российский артист балета, балетмейстер и педагог, народный артист РСФСР.

## Биография
Родился в деревне Дмитриевка Благовещенского района Алтайского края. В 1966 году закончил Новосибирское хореографическое училище (педагог — Сергей Гаврилович Иванов).
В 1966—1990 годах был солистом Новосибирского театра оперы и балета, где часто танцевал в дуэте с женой Любовью Гершуновой.
С 1972 года часто выступал в Большом театре и Кремлёвском дворце съездов в Москве, в Ленинградском театре оперы и балета имени С. М. Кирова (сейчас Мариинский театр). Танцевал с известными балеринами Татьяной Зиминой, Любовью Кунаковой, Бернарой Кариевой, Ириной Колпаковой. В течение многих лет исполнял главные роли в спектаклях Большого театра «Анна Каренина» и «Кармен-сюита», где был партнёром Майи Плисецкой. Вместе с ней снялся в фильме-балете «Фантазия» по мотивам повести Ивана Тургенева «Вешние воды».
С 1983 года преподавал в родном Новосибирском хореографическом училище.
С 1988 года работал хореографом. В 1989—1994 годах был организатором, художественным руководителем и солистом Камерного театра современного и классического балета «Балет—Новосибирск». В 1994—1999 годах преподавал в балетной труппе Новосибирского театра музыкальной комедии. В 2000—2006 годах работал педагогом в школе искусств при общеобразовательной школе № 23 Новосибирска.
Умер 28 апреля 2015 года в Новосибирске. Похоронен на Заельцовском кладбище, рядом с женой

### Семья
- Жена — артистка балета Любовь Васильевна Гершунова (1947—2006), народная артистка РСФСР. Творчеству супругов посвящён телефильм «История одного дуэта» (1984).
- Сын — Анатолий Анатольевич Бердышев, солист балета и хореограф (род. 21.9.1973).

## Награды
- 1-я премия Международного конкурса артистов балета в Варне за партнерство (1972).
- Премия Ленинского комсомола в области литературы, искусства, журналистики и архитектуры за высокое исполнительское мастерство (1976).
- Заслуженный артист РСФСР (20.12.1976).
- Народный артист РСФСР (3.09.1986).

## Работы в театре

### Актёр

#### Новосибирский театр оперы и балета
- «Сорочинская ярмарка» Рябова — Черевик
- «Лебединое озеро» П. Чайковского — Зигфрид
- «Жизель» А. Адана — Альберт
- «Баядерка» Л. Минкуса — Солор
- «Легенда о любви» А. Меликова — Ферхад
- «Лауренсия» А. Крейна — Фрондосо
- «Ромео и Джульетта» С. Прокофьева — Ромео
- «Спартак» А. Хачатуряна — Красс
- «Сильфида» Ж. Шнейцхоффера — Джеймс
- «Пер Гюнт» Э. Грига — Пер Гюнт
- «Степан Разин» Н. Сидельникова — Степан Разин
- «Юнона и Авось» А. Рыбникова — Резанов
- «Анна Каренина» Р. Щедрина — Вронский
- «Макбет» К. Молчанова — Макбет
- «Шопениана» — Юноша
- «Кармен-сюита» Бизе - Щедрина — Хозе

#### «Балет—Новосибирск»
- «Гроза» (балетм. Н. А. Долгушин)
- «Ангел» (балетм. Э. А. Смирнов)
- «Медея» (балетм. М. Мурдмаа)
- «Чудесный мандарин» (балетм. М. Мурдмаа)

### Хореограф
В сотрудничестве с балетмейстером И. В. Соковиковой:
- 1988 — «Моя Франческа» на музыку П. И. Чайковского
- 1988 — «Медея» Р. К. Габичвадзе

## Фильмография
- 1973 — Хореографические новеллы (документальный)
- 1976 — Фантазия — Санин (балетная партия)
- 1984 — История одного дуэта (документальный)